# Augochlora iheringi
Augochlora iheringi är en biart som beskrevs av Cockerell 1900. Augochlora iheringi ingår i släktet Augochlora och familjen vägbin. Inga underarter finns listade.